# Giorno di San Canuto
Il giorno di San Canuto o ventesimo giorno di Natale (in svedese: tjugondag Knut o tjugondag jul o semplicemente tjugondag o tjugondedag; in norvegese: tyvendedag jul; in finlandese: nuutinpäivä) è una ricorrenza che si celebra il 13 gennaio in Svezia, Finlandia e in parte della Norvegia, dove viene convenzionalmente considerato l'ultimo giorno del periodo natalizio (che dunque termina esattamente ad una settimana dall'Epifania, data tradizionale della conclusione delle festività in altri Paesi). Questa data (in altri Paesi dedicata a sant'Ilario di Poitiers), che non è considerata una giornata festiva in calendario, era dedicata in origine a san Canuto Lavard, ma è stata associata successivamente anche ad un altro santo danese di nome Canuto, ovvero Canuto IV di Danimarca.

## Origini
La tradizione risale alla fine del XVII secolo (intorno al 1680).
In quel periodo, venne spostata di circa una settimana (all'ottava di Epifania) la data del 7 gennaio, giorno in cui ricorre l'anniversario del martirio di Canuto Lavard, un nobile danese assassinato il 7 gennaio 1131 da rivali politici.
Le prime testimonianze riguardo a questa festa si devono ad Olof Rudbeck il Vecchio (1630-1702).

## Tradizioni

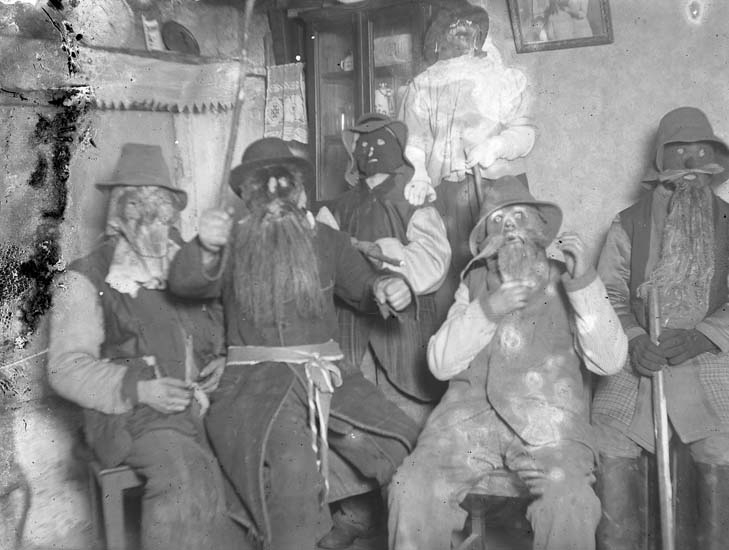
Julgubbar o julknatar nel Bohuslän nel 1922

Una delle principali tradizioni di questo giorno è il cosiddetto "saccheggio dell'albero di Natale" (in svedese: julgransplundring), che consiste nel togliere tutti gli addobbi. Questa tradizione risale al XIX secolo.
Un'altra usanza è quella del knutgubbe (plur.: knutgubbar) o julknut (plur.: julknutar), che prevede che delle persone vestite da San Canuto girino per le case.
Inoltre, i bambini invitano in casa i propri amici e compagni di scuola per mangiare una torta.

## Superstizioni
Secondo la superstizione popolare, in questo giorno bisogna chiudere bene le proprie case per impedire l'ingresso degli spiriti e dei folletti che vagano durante il periodo natalizio.

## Proverbi

### Proverbi in svedese
- Knut driver julen ut[8] = "San Canuto spinge fuori/scaccia il Natale"
- Knut kör julen ut[3][7]  = "San Canuto mette alla porta/scaccia il Natale"